# Lenjerie
Lenjerie (UK /ˈl[unsupported input]ʒəri, ˈlɒn-, -ʒəreɪ/, US /ˌlɒnʒəˈreɪ, ˌlænʒəˈriː/) 

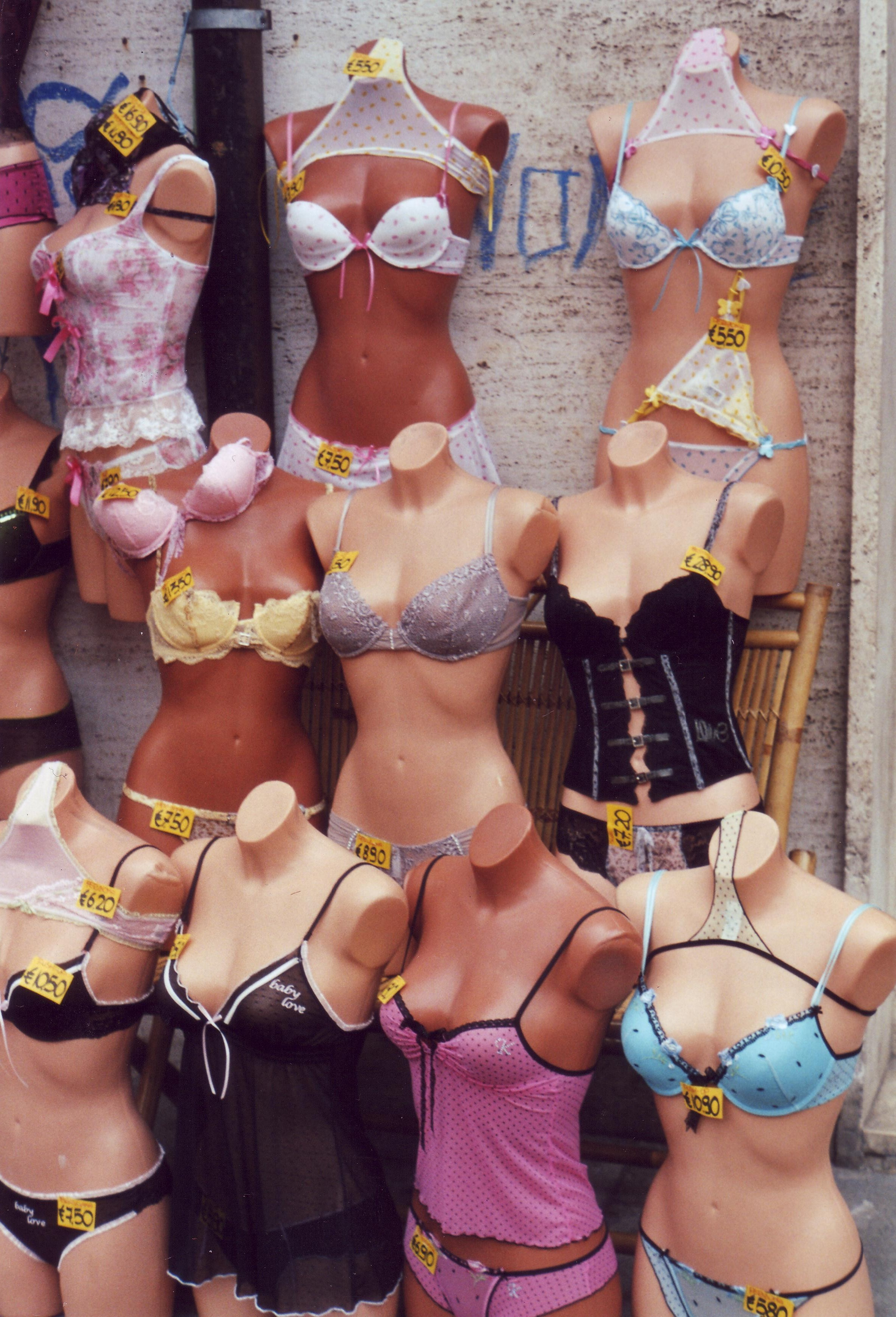
Lenjerie afișată ca și promoție la punctul de vânzare

este o categorie de îmbrăcăminte pentru femei, incluzând cel puțin îmbrăcăminte de corp (în principal brasiere), îmbrăcăminte de baie și haine ușoare. Alegerea specifică a cuvântului este adesea motivată de intenția de a implica faptul că articolele de îmbrăcăminte sunt atrăgătoare, la modă sau ambele.
Lenjerie este făcută din țesături ușoare, elastice, netede, pure sau decorative, cum ar fi mătase, satin, Lycra, charmeuse, Chiffon sau (mai ales și tradițional) dantele. Aceste materiale pot fi fabricate din fibre naturale cum ar fi mătase sau bumbac sau fibre sintetice cum ar fi poliester sau nailon.

## Vezi și
- Andrés Sardá
- Ciorăpărie
- Olga Erteszek
- Îmbrăcăminte de corp
- Wonderbra